# That '90s Show
That '90s Show is een Amerikaanse sitcom die het vervolg is op That '70s Show en van start ging op Netflix op 19 januari 2023. Netflix kondigde in februari 2023 een tweede seizoen aan. Het eerste deel van seizoen twee werd uigebracht op 27 juni 2024, het tweede deel op 22 augustus 2024. In oktober 2024 werd bekend dat er geen derde seizoen komt.

## Verhaal
De show speelt zich af in de zomer van 1995 en draait om Leia Forman, de tienerdochter van Eric Forman en Donna Pinciotti, die vriendschap sluit met andere tieners in Point Place (Wisconsin) terwijl ze de zomer doorbrengt bij haar grootouders Red en Kitty, 15 jaar na de gebeurtenissen in That '70s Show.

## Rolverdeling

### Hoofdrollen
| Acteur               | Personage    | Opmerkingen                                |
| -------------------- | ------------ | ------------------------------------------ |
| Debra Jo Rupp        | Kitty Forman | grootmoeder van Leia en moeder van Eric    |
| Kurtwood Smith       | Red Forman   | grootvader van Leia en vader van Eric      |
| Callie Haverda       | Leia Forman  | dochter van Eric Forman en Donna Pinciotti |
| Ashley Aufderheide   | Gwen Runck   | halfzus van Nate                           |
| Mace Coronel         | Jay Kelso    | zoon van Michael Kelso en Jackie Burkhart  |
| Reyn Doi             | Ozzie        |                                            |
| Sam Morelos          | Nikki        | vriendin van Nate                          |
| Maxwell Acee Donovan | Nate Runck   | halfbroer van Gwen                         |

### Bijrollen
| Acteur            | Personage      | Opmerkingen                                                                      |
| ----------------- | -------------- | -------------------------------------------------------------------------------- |
| Andrea Anders     | Sherri Runck   | moeder van Gwen en Nate en buurvrouw van Red en Kitty, heeft een relatie met Fez |
| Laura Prepon      | Donna Forman   | moeder van Leia en getrouwd met Eric                                             |
| Wilmer Valderrama | Fez            | kapper en huisvriend van de familie Forman                                       |
| Tommy Chong       | Leo Chingkwake | lokale hippie, bevriend met de originele personages                              |

### Gastrollen
| Acteur             | Personage          | Opmerkingen                            |
| ------------------ | ------------------ | -------------------------------------- |
| Topher Grace       | Eric Forman        | vader van Leia en getrouwd met Donna   |
| Mila Kunis         | Jackie Burkhart    | moeder van Jay en getrouwd met Kelso   |
| Ashton Kutcher     | Michael Kelso      | vader van Jay en getrouwd met Jackie   |
| Don Stark          | Bob Pinciotti      | grootvader van Leia en vader van Donna |
| Brian Austin Green | Brian Austin Green | fictieve versie van zichzelf           |
| Jim Rash           | Fenton             | huisbaas van Sherri                    |

## Afleveringen

### Seizoen 1
1. That '90s Pilot
2. Free Leia
3. Lip Smackers
4. Rave
5. Step by Step
6. The Birthday Girl
7. Boyfriend Day One
8. Summer Storm
9. Dirty Double Booker
10. Kids in America

### Seizoen 2
1. You Oughta Know
2. Something to Talk About
3. Just a Friend
4. Hold My Hand
5. What Is Love
6. I  Can See Clearly Now
7. Baby-Baby-Baby
8. Friends in Low Places
9. All Apologies
10. Doll Parts
11. Achy Breaky Heart
12. Two Princes
13. Life Is a Highway
14. I'll Stand by You
15. Are You Gonna Go My Way
16. Don't Look Back in Anger